# San José de la Montaña, Salamanca
San José de la Montaña är en ort i Mexiko.   Den ligger i kommunen Salamanca och delstaten Guanajuato, i den centrala delen av landet, 240 km nordväst om huvudstaden Mexico City. San José de la Montaña ligger 1 736 meter över havet och antalet invånare är 1 222.
Terrängen runt San José de la Montaña är platt åt sydost, men åt nordväst är den kuperad. Terrängen runt San José de la Montaña sluttar söderut. Runt San José de la Montaña är det tätbefolkat, med 266 invånare per kvadratkilometer. Närmaste större samhälle är Salamanca, 12,8 km väster om San José de la Montaña. Trakten runt San José de la Montaña består till största delen av jordbruksmark.